# Bagrat VII de Kartli
Bagrat VII (1569–1619) fue el hijo mayor de David XI de Kartli y en 1614 fue proclamado por los persas rey de Kartli, en la Georgia oriental. Se casó con Anna, hija de Alejandro II de Khakhètia. Murió en 1619 y le sucedió su hijo mayor Simón II de Kartli.
- Datos: Q2879224
- Multimedia: Bagrat VII of Kartli / Q2879224